# Telenovela venezolana
Las telenovelas en Venezuela inician en la década de los años 1950, se convirtió en un fenómeno que cautivó las tierras venezolanas; este marcaría el destino de entretenimiento de los venezolanos.
Las televisoras encargadas de producir novelas a lo largo de la historia han sido RCTV (salió del aire el 27 de mayo de 2007), Venevisión, Televen, Venezolana de Televisión, TVes y las extintas Marte TV y Televisa.

## Historia y evolución

### Inicios
En 1952 llega la televisión a este país, siendo uno de los países privilegiados en contar con este extraordinario "invento". La primera telenovela emitida fue La Criada de la granja, en 1953, protagonizada por Aura Ochoa y José Torres, transmitida en vivo por Televisa, de lunes a viernes a las 7:00 p. m. y con una duración diaria de 15 minutos. Años más tarde, en los años sesenta, el género se establece y gradualmente cada país latinoamericano comienza a darle su estilo y forma particular.
Luego, con la aparición del video tape existe la posibilidad de grabar imágenes y sonidos, teniendo así control sobre el horario de transmisión, y permitiendo archivar y retransmitir las telenovelas.
En 1969 se emite por el canal 8 la primera telenovela extranjera, una producción mexicana llamada Mi Maestro; pero aun faltaba mucho tiempo para la importación simultánea de otros países; pero la telenovela venezolana ya había tomado su espacio, cuando en 1972, con La Usurpadora, original de Inés Rodena, se logra vender el primer dramático venezolano al mercado internacional. La telenovela seguía su curso sin mayores contratiempos hasta que, ese mismo año, entra en vigencia la reglamentación oficial que regulaba todo tipo de trasmisión. El carácter cultural de los programas quedó establecido en la Resolución 3.178 en su artículo 9.

### Década de 1970
En 1971 Venevisión comenzó la distribución internacional de sus programas gracias a la implementación de la tecnología del video-tape años atrás. Su primera venta internacional fue la telenovela Esmeralda, escrita por Delia Fiallo y protagonizada por la exitosa pareja del momento Lupita Ferrer y José Bardina. Este hecho marca un hito histórico para la empresa porque sus producciones podrían ser vistas en todo el mundo.
Las novelas se vieron afectadas en cuanto al horario de transmisión, la duración de la historia y su contenido. Y aunque en 1973, Raquel rompía el récord de índice de audiencia establecido para la época; y Peregrina se transmitía por Venevisión; se comienza a preparar la escena para la aparición de un nuevo tipo de melodrama ante los requerimientos del Estado.
En este ánimo de cultura forzada, a partir de 1974 se hacen estupendas adaptaciones de obras literarias en el canal 2 (Radio Caracas Televisión) como: Doña Bárbara, Canaima, Sobre la misma tierra, La trepadora, Pobre negro, Campeones, Boves el Urogallo; en el canal 4 (Venevisión): Borburata, Balumba y Cumbres borrascosas; en el canal 5: Oficina Nº1; y en el canal 8: Ana Isabel, una niña decente.
Para finales de los 70 en RCTV, Salvador Garmendia y José Ignacio Cabrujas escriben algo diferente, nuevo, y específico para el televidente venezolano, denominado "La telenovela cultural", como las telenovelas La hija de Juana Crespo y La señora de Cárdenas. Esta no era literatura, tampoco una adaptación; eran historias de “gente como uno”, telenovelas que se desprendían de los estereotipos y abordaban temáticas nunca antes tratadas en la televisión: La mujer, sus derechos, su rol en la sociedad y su realización personal; la rutina del matrimonio, la infidelidad y el divorcio; el costo de la vida y las pequeñas angustias del día a día, que hacen que la audiencia se viera reflejado en la pantalla y comentara “Eso también me pasa a mi”. Realizado con gran frescura y naturalidad; personajes con profundidad psicológica y sentimientos, carencias y anhelos comunes al espectador, un hecho insólito que tuvo gran aceptación.
En 1979 llega Estefanía, el amor en tiempos de la dictadura perezjimenista, Sangre Azul, una pasión durante la Guerra Federal, y La fiera, donde se destaca el rol de la mujer. También llegaría a Venevisión, Rafaela de Delia Fiallo. El entonces presidente de la República, Carlos Andrés Pérez, llegó a confesar en rueda de prensa que él y su esposa, no se pierden ni un solo capítulo.

### Década de 1980
En los años 80, el espacio de la una de la tarde se convierte en prime time y llega el color a la pantalla. Esta transmisión, exclusiva para estos años, se inicia con Ifigenia, del canal 5, con un sentido rigurosamente cultural, siguiendo con escritores como José Ignacio Cabrujas en RCTV con Natalia de 8 a 9, Chao Cristina, La dama de rosa, Señora, y las miniseries Gómez I y Gómez II, con el primer actor Rafael Briceño.
Pilar Romero hace llorar al país con Elizabeth, en donde Caridad Canelón le dice “Mi vido” a Orlando Urdaneta y él respondía “Mi ciela”. César Miguel Rondón obliga a la teleaudiencia a sintonizar el canal 4 con Ligia Elena y Las Amazonas.
Delia Fiallo interviene en el canal 2 con Leonela, después Topacio y sigue con Cristal, después de un rotundo éxito en el país a través de RCTV y así convertirse en la telenovela de más audiencia de la década, arrasando en España, donde la reponen siete veces, haciendo que Jeannette Rodríguez triunfe a nivel internacional, Lupita Ferrer se convierta en “nuestra diva” particular y embajadora en el mundo del melodrama, y Carlos Mata sea considerado el mayor vendedor del género.
En el canal 8 se hacían teleteatros y se produjeron cuatro telenovelas, entre ellas, se encontraba La dueña. Para finales de los 80 ya habían surgido empresas independientes como VC Producciones Televisión. También habían surgido empresas de distribución y producción internacional como Coral Pictures (de RCTV) y Venevisión Internacional (de Venevisión).

### Década de 1990
Durante la década de los años 1990, los autores veteranos siguen escribiendo sin pausa, aunque nos encontramos dos escritoras sumamente prolíficas: Mariela Romero (La revancha, Caribe, Pecado de amor, Destino de mujer, La mujer de mi vida y Dulce ilusión, primera telenovela en presentar dibujos animados interactuando con la protagonista) y Vivel Nouel, quien eligió la letra “P” para titular sus primeras producciones: Paraíso, Pasionaria, Por amarte tanto y Peligrosa.
En 1990 también es cuando se puede hablar de una compañía ambiciosa que comienza a producir melodramas en serie. Se trataba de Marte TV, que en sus primeros años colocó sus telenovelas en el canal 4, estas serían María María y Emperatriz en 1990, La traidora en 1991, Las dos Dianas, La loba herida y Piel en 1992, Divina obsesión, Sirena y El paseo de la gracia de Dios en 1993, este último para ese año era la telenovela más costosa en la historia, pero no logró la audiencia deseada, siendo determinada por el propio creador como un "fracaso". Con ello, directivos de Venevisión rompieron la alianza con Marte TV, lo que más adelante llevaría a su quiebra. También sería la última telenovela realizada por Cabrujas, quien falleció el 24 de octubre de 1993.
La telenovela Kassandra de Delia Fiallo es la primera en ser comprada por Japón, la cual entra al libro de Records Guinness, por ser la más vendida en el mundo; además, esta logra apaciguar la guerra en Bosnia, pues, durante sus transmisiones se hacía una tregua tácita para poder seguir los amores de Coraima Torres y Osvaldo Ríos.
En 1992, Ibsen Martínez arranca su novela Por estas calles, convirtiéndose inmediatamente en un fenómeno y, hasta ahora, es el seriado de mayor duración: dos años, dos meses y 27 días. La innovadora telenovela se diferenciaba a las demás por retratar fuertes problemas sociales (delincuencia, el narcotráfico, la desigualdad social), que reflejaba la difícil situación económica y social de Venezuela en el comienzo de los 90 (tras el Viernes Negro y el Caracazo). La idea y libreto era en un principio de Ibsen Martínez, pero renunció a los seis meses cuando se negó a alargar la telenovela, por lo que fue sustituido por otros guionistas. La duración de la serie también trajo cambios a nivel del elenco, de los cuales el más evidente fue la desaparición del personaje de Aroldo Betancourt, que había nacido como el protagonista masculino de la trama. Pero con todo, la telenovela siguió con una alta sintonía.
En 1994, Julio César Mármol aparece con su éxito Pura sangre. Luego en Amores de fin de siglo, Leonardo Padrón impone un tipo de telenovela con un elenco monumental conformado por primeras figuras como: Beatriz Valdés, Caridad Canelón, Carlos Cámara (Jr.), Elba Escobar, Gledys Ibarra, Gustavo Rodríguez, Haydée Balza, Lourdes Valera, María Cristina Lozada, Mimí Lazo, Orlando Urdaneta y Yanis Chimaras.
En 1995, César Miguel Rondón, tras sus éxitos precedentes en Venevisión (El sol sale para todos, Y la luna también, Niña bonita, y Piel), escribe Ka Ina, superproducción hecha en la selva amazónica, protagonizada por Viviana Gibelli y Jean Carlo Simancas, la cual contó con las magistrales actuaciones de Hilda Abrahamz (Maniña Yerichana) y José Torres (Tacupay). Para La inolvidable, de Kilo Olivieri, continuaron las grandes producciones, en esta ocasión, al construir un enorme set de grabación a las afueras de la ciudad, al más puro estilo Hollywoodense, que asemejaba a un pueblo.
A finales de los 90, RCTV cuenta con un creativo grupo de escritores:
- Alidha Ávila (Mujer secreta y La niña de mis ojos)
- Martín Hahn (Angélica Pecado, La mujer de Judas, Estrambótica Anastasia y Amor a palos)
- Perla Farias (Mis 3 hermanas y Juana la virgen)
- Valentina Párraga (Carita pintada, Viva la Pepa y Trapos íntimos)
- Xiomara Moreno (Luisa Fernanda y La soberana).

Cabe destacar que a finales de esta década surgen la productora Laura Visconti Producciones, reviviendo la producción de series juveniles, que funcionó de vitrina y la punta de lanza de actuales estrellas de proyección internacional esta serie fue A todo corazón esta se considera una de las series juveniles más exitosas de todos los tiempos, transmitiéndose en gran parte de Latinoamérica y obteniendo un éxito abrumador entre la juventud de aquella época, le siguen Así es la vida, Mujercitas y La calle de los sueños.
En 1996 la productora Marte TV pasaría por tener problemas financieros en sus ventas de telenovelas, pasando en 1997 a producir su última producción que sería Llovizna. Un año más tarde pasaría a ser un canal de televisión que retransmitirá sus producciones realizadas antes.

### Década de 2000
Durante esta década las novelas pasaron momentos buenos y malos. Entre ello se vivirían de momentos críticos por las tensiones políticas que apenas estaban empezando, pero también se marcaría como la década de mayores ventas de telenovelas venezolanas hacia canales internacionales, y además se destacaría las producciones realizadas en conjunto entre Miami y Venezuela, la mayoría hecha por Venevisión Internacional.
Comenzó el 2000 con producciones en RCTV como Mariú, Hay Amores que matan, Mis 3 hermanas, La Soberana, mientras en el caso de Venevisión tenía al aire Hechizo de amor, Amantes de luna llena una novela que tenía un elenco monumental, Más que amor, frenesí, Guerra de mujeres.
En esta década también fue de auge para las producciones independientes con Laura Visconti Producciones luego de exitosas series juveniles a finales de los 90 esta se aventura a la realización telenovelas tales como: Muñeca de trapo, Felina y Lejana como el viento, todas realizadas para Venevisión. Para esta década los canales de televisión dejan de emitir las novelas nacionales de la 1:00 p. m. la última en emitirse en ese horario fue Carissima de Julio César Mármol en RCTV.
Para el 2002 en medio de la crisis que vivía el país, VV y RCTV tenían una dura competencia dramática, en RCTV llega la época de oro de las novelas de esta década con títulos como Juana, la virgen, La mujer de Judas, La niña de mis ojos, Trapos íntimos y Mi gorda bella.
Para el 2003 Venevisión llega con una telenovela que prometía ser una clase versión de Por estas calles, llamada Cosita rica, que duró más de un año en pantalla. Venevision en coproducción con la extinta productora venezolana-americana Fonovideo también hizo telenovelas inolvidables y de gran éxito como: Gata salvaje, Rebeca y Ángel rebelde, luego en 2006 funda Venevisión Productions y realiza Soñar no cuesta nada, Olvidarte jamás y Acorralada, grabadas en Miami para el mercado latino de los Estados Unidos.
Pese a la decisión del gobierno del presidente Chávez de sacar del aire a RCTV en 2007 (el mayor productor de telenovelas, pero también un canal de oposición), el público venezolano sigue siendo fiel a su canal, el cual solo puede ser visto a través del cable. Camaleona y Mi prima ciela fueron las telenovelas que más sufrieron este cambio, pues estaban al aire al momento de la salida del canal. Toda una dama fue la primera producción realizada para el cable. Tras su éxito el canal siguió adelante con La trepadora.
Para cerrar la década de las telenovelas de RCTV, que se encontraba por canales de suscripción títulos como Calle Luna, Calle Sol y Nadie me dirá como quererte, una novela que fue una adaptación de Ifigenia; también ocurrió nuevamente que el gobierno amparándose en las normativas venezolanas colocadas para controlar los medios audiovisuales logró cerrar el hecho de la transmisión vía cable por lo que Libres como el Viento terminó por ser la última telenovela al aire sin ser visto su capítulo final. La última producción conocida como se dice hecha en casa fue Que el cielo me explique aunque fue comprada y transmitida por Televen en horario estelar sin pena ni gloria alguna.
En 2005, Televen entra al campo de la telenovelas, y saca al aire su primera novela llamada Guayoyo Express, y en 2007 con El gato tuerto escrita por el escritor César Sierra está ambientada lo que pasa detrás de cámara, Con La Actuación de Sabrina Seara (Mati), Andrés Scarioni (El Gato) y con participaciones estelares. Para este mismo año Laura Visconti Producciones regresa con la serie juvenil Con toda el alma  en el horario de las 6 p. m. protagonizada por Cristina Dacosta y Damian Genovese, acompañados por primeros actores como: Simón Pestana, Rosalinda Serfaty, Eva Blanco y los desaparecidos Mayra Alejandra y Umberto Buonocuore.
Durante 2007 y 2009, el canal Venevisión empieza a ser el dominante en los horarios de telenovelas, entre ellas, con comedias como Tomasa te quiero y ¿Vieja yo?, dramáticos tales como Arroz con leche, La vida entera, en específico los de mayor audiencia fueron Torrente, un torbellino de pasiones, donde cuenta con escenas grabadas desde La Gran Sabana;Aunque mal paguen, grabada en la Isla de Margarita; y Un esposo para Estela, que sería el dramático que más se destacaría para cerrar la década.
Por su parte en 2009 hubo una producción independiente llamada Si me miran tus ojos, fue una telenovela venezolana realizada Sony Pictures Television y Laura Visconti Producciones entre 2009 y 2010. Escrita originalmente por Pablo Serra y Erika Johanson fue adquirida por Venevisión en agosto de 2009 con la idea de transmitirla en el horario de las 10:00 p. m. en diciembre de 2009; pero debido a que contenía clase "C" y "D" (lenguaje no permitido en ese horario por orden de CONATEL), postergaron el estreno, para poder editarla, y transformarla a clase "B", pero su estreno se dio sino hasta finales de 2012, y finalizó el a mediados de 2013 en el horario estelar de las 11:00 p. m.
También VV se destacaría con gran éxito en series juveniles como Amor urbano, ¡Que clase de amor!, producciones en la que habría participación de grupos como Salserín y Los Adolescentes, y la más destacada de todas, Somos tu y yo, que logra tener éxito tanto nacional como en ventas a nivel internacional en sus tres temporadas.

### Década de 2010 en adelante
Por la ausencia de RCTV en Venezuela, hubo un gran desaliento en cuanto a la producción de telenovelas, aquí en adelante Venevisión comenzó a producir más telenovelas. En 2010 Venevisión produjo Harina de otro costal la única de las historias de Mónica Montañés que por bajo audiencia fue considerada un fracaso, después de tres meses sin una novela nacional al aire Venevisión estrena La mujer perfecta de Leonardo Padrón que logró conseguir un alto índice de audiencia.
En 2011 viene en sucesión de esta, la exitosa telenovela La viuda joven de Martín Hahn, el juego de cámaras, el misterio de quién era el asesino fue un boom en la audiencia, luego en el mismo año se retoma el horario de las 2:00 p. m. con producción nacional, con la telenovela Natalia del mar de Alberto Gómez la cual tuvo un alto índice de audiencia, y siguiéndole en 2012, Válgame Dios, con el regresó de Mónica Montañés, donde la historia en donde ratifico la gran audiencia que sabe lo que hace.
Luego del éxito de La viuda joven a las 9:00 p. m. llega El árbol de Gabriel a las Pantallas de Venevisión, convirtiéndose en una historia que a pesar de su bajo audiencia sigue en pantalla hasta abril del mismo año cuando se estrenará Mi ex me tiene ganas, original de Martín Hahn, historia que demuestra como un grupo de personajes influenciados por la codicia y la avaricia, quieren desaparecer a la gran Antonia París, mujer influyente y prepotente que los ayudó a construir un imperio con su dinero, como forma de préstamo pero nunca les fue pagado el préstamo.
En 2012 también fue un año para Televen, quien regresa a la producción de telenovelas, en este caso, haciendo la primera telenovela en formato de alta definición hecha en Venezuela, llamada Nacer contigo en el horario de las 2:00 p. m., la cual no obtuvo un alto índice de audiencia y los resultados no fueron lo esperado, estos mismos años firma un convenio con productoras extranjeras y realiza en sus estudios Dulce amargo, con Scarlet Ortiz, Roxana Díaz, Juan Carlos García y selecto grupo de actores con variadas nacionalidades.
Mientras que el 2012 en Venevisión empieza con una producción del género de acción e incursionando por primera vez el canal en el formato alta definición con los servicios de producción de BE-TV de Colombia y la participación de actores mexicanos, colombianos, cubanos y venezolanos en escenarios de Venezuela y Miami, como lo fue Los secretos de Lucía, que fue transmitida en abril de 2014 en el horario estelar 10:00 p. m., por el canal por suscripción Venevisión+Plus y no se estrenó por televisión abierta debido a su alto contenido violento según las leyes de CONATEL, decidiéndose no editarla ya que restaría coherencia a la trama y por ende su difusión en televisión de paga.
Este mismo año RCTV regresaría, pero ahora siendo solo una productora, de la cual graba en sus estudios Las Bandidas, una versión de Las amazonas, y La virgen de la calle, una versión de Juana la virgen, ambas serían unas producciones originales para R.T.I. Televisión, Televisa y RCN.
Igualmente se suman las grabaciones de una novela de época con producción independiente, que se estrenaría en TVes, la cual sería Guerreras y Centauros, aunque esta novela tardaría dos años para que finalizase.
Desde inicio de 2013 empieza un declive en la producción de series y telenovelas hechas Venezuela, en el sentido de historias (ya que la mayoría terminaba siendo censurada por su contenido), pero mayormente sino que solo se realizan 4 novelas, 2 por canal de televisión, y con solo el estreno de 1 por año, todo esto debido a problemas económicos que empiezan a enfrentar los canales (por la crisis en Venezuela), y modificaciones en las leyes de CONATEL. En 2013 sería con De todas maneras Rosa para Venevisión, y Las Bandidas para Televen.
Mientras en 2014 se estrenarían Corazón esmeralda, donde estaría el estreno de como actriz de la Miss Venezuela 2011, Irene Esser, para Venevisión, y la nueva producción original de Televen, Nora, donde contaría con actores de Colombia y México. A pesar de esto, también se empiezan a retransmitir viejas telenovelas exitosas en ambos canales, durante el horario de la tarde (1:00 p. m. a 3:00 p. m.) y la noche (11:00 p. m.). Este año se destacaría a Televen como fuerte competencia para VV.
El 2015 significaría el regresó de la competencia de las telenovelas de gran producción, con reconocidas figuras de la actuación, y a su vez, unas nuevas caras. También se destacaría el que todas las telenovelas serían definitivamente producidas en formato de Alta Definición (1080i).
En Laura Visconti Producciones regresa con la versión de la exitosa serie de los 90, A todo corazón, pero esta vez con el nombre A puro corazón filmada en HD, y que también actúa en esta nueva versión quién fue el protagonista de la original, el actor Adrián Delgado esta vez como un profesor consejero, esta será emitida por Televen. Venevisión con Amor secreto, una versión de Inés Duarte, secretaria, que es grabada desde 2014 y que sería la primera novela en HD que transmite el canal, pero la segunda en producción, ya que la primera fue Los secretos de Lucía en dicho formato. Y para el mes de septiembre Entre mi amor y tu amor se empieza a producir este año. Televen vendría con una producción 100% original, de la ahora productora independiente y hermana RCTV, con Piel salvaje, remake de La fiera y adaptaba por Martin Hahn. Mientras el canal estatal TVes empezaría las grabaciones de Vivir para amar, y contaría con el estreno Guerreras y Centauros, para noviembre RCTV Producciones comienza las grabaciones de Corazón traicionado, escrita por Martin Hahn, esta es la segunda telenovela de RCTV como productora independiente.
Para noviembre de 2016 se iniciaron las grabaciones de Para verte mejor la nueva apuesta de Mónica Montañez para Venevision culminando rodaje en julio de 2017 y en ese mismo mes siendo estrenada con mucho éxito, transmitiéndose en el horario estelar (9:00 p. m.) siendo la única producción nacional emitida en el año culminando en diciembre, mientras que RCTV Producciones produjo su telenovela titulada Ellas aman, ellos mienten ya culminada, fue estrenada en 2018 por Televen seguidamente inician otra producción dramática con el título de Eneamiga protagonizada por Diana Diaz, Leo Aldana, Charyl Chacón y Damián Genovese está última coproducida por RCTV Producciones e IVC la telenovela fue estrenada por Televen en 2021.
En junio del 2023 la productora independiente Hispanomedios produjo una serie de 12 capítulos Dramáticas emitida en octubre en horario estelar por Venevisión, siendo un total fracaso de audiencia, con un preámbulo publicitario de muchas semanas de antelación con la premisa "El regresó de los dramáticos a Venezuela", siendo un intento fallido, desde entonces se ha mantiene la no producción de telenovelas en Venezuela.